# Čečina (Doljevac)
Pour les articles homonymes, voir Čečina et Cecina (homonymie).
Čečina (en serbe cyrillique : Чечина) est un village de Serbie situé dans la municipalité de Doljevac, district de Nišava. Au recensement de 2011, il comptait 722 habitants.

## Démographie
| 1948 | 1953  | 1961  | 1971 | 1981 | 1991 | 2002 | 2011 |
| ---- | ----- | ----- | ---- | ---- | ---- | ---- | ---- |
| 939  | 1 004 | 1 054 | 956  | 953  | 914  | 834  | 722  |

|  |